# 그레이몬
그레이몬은 디지몬 시리즈에서 등장하는 가공의 캐릭터(몬스터)이다. 필살기는 메가 파이어 (메가 플레임)이다. 파워 디지몬 시절에는 디지몬 카이저에게 조종당해 스컬그레이몬, 블랙 메탈그레이몬이 되었으며, 후에 키메라몬의 배 재료로도 쓰였다. 스컬그레이몬은 오른팔, 블랙 메탈그레이몬은 갈기로 제공되었다.

## 진화과정
진화：깜몬→코로몬→아구몬→그레이몬→메탈그레이몬→워그레이몬